# 5e cérémonie des Detroit Film Critics Society Awards
La 5e cérémonie des Detroit Film Critics Society Awards, décernés par la Detroit Film Critics Society, a eu lieu le 16 décembre 2011, et a récompensé les films réalisés dans l'année.

## Palmarès

### Meilleur film
- The Artist
  - The Descendants
  - Hugo Cabret (Hugo)
  - Take Shelter
  - The Tree of Life

### Meilleur réalisateur
- Michel Hazanavicius pour The Artist
  - Terrence Malick pour The Tree of Life
  - Jeff Nichols pour Take Shelter
  - Martin Scorsese pour Hugo Cabret (Hugo)
  - Nicolas Winding Refn pour Drive

### Meilleur acteur
- Michael Fassbender pour le rôle de Brandon Sullivan dans Shame
  - George Clooney pour le rôle de Matt King dans The Descendants
  - Jean Dujardin pour le rôle de George Valentin dans The Artist
  - Brad Pitt pour le rôle de Billy Beane dans Le Stratège (Moneyball)
  - Michael Shannon pour le rôle de Curtis LaForche dans Take Shelter

### Meilleure actrice
- Michelle Williams pour le rôle de Marilyn Monroe dans My Week with Marilyn
  - Viola Davis pour le rôle d'Aibileen Clark dans La Couleur des sentiments (The Help)
  - Felicity Jones pour le rôle d'Anna dans Like Crazy
  - Meryl Streep pour le rôle de Margaret Thatcher dans La Dame de fer (The Iron Lady)
  - Charlize Theron pour le rôle de Mavis Gary dans Young Adult

### Meilleur acteur dans un second rôle
- Christopher Plummer pour le rôle de Hal dans Beginners
  - Kenneth Branagh pour le rôle de Laurence Olivier dans My Week with Marilyn
  - Albert Brooks pour le rôle de Bernie Rose dans Drive
  - Ryan Gosling pour le rôle de Jacob Palmer dans Crazy, Stupid, Love
  - Patton Oswalt pour le rôle de Matt Freehauf dans Young Adult

### Meilleure actrice dans un second rôle
- Carey Mulligan pour le rôle de Sissy dans Shame
  - Bérénice Bejo pour le rôle de Peppy Miller dans The Artist
  - Jessica Chastain pour le rôle de Mrs. O'Brien dans The Tree of Life
  - Vanessa Redgrave pour le rôle de Volumnia dans Coriolanus
  - Octavia Spencer pour le rôle de Minny Jackson dans La Couleur des sentiments (The Help)

### Meilleure distribution
- Carnage
  - Bienvenue à Cedar Rapids (Cedar Rapids)
  - La Couleur des sentiments (The Help)
  - Crazy, Stupid, Love
  - Margin Call
  - Les Winners (Win Win)

### Révélation de l'année
- Jessica Chastain – La Couleur des sentiments (The Help), The Tree of Life et Take Shelter (actrice)
  - Felicity Jones – Like Crazy (actrice)
  - Melissa McCarthy – Mes meilleures amies (Bridesmaids) (actrice)
  - Elizabeth Olsen – Martha Marcy May Marlene (actrice)
  - Shailene Woodley – The Descendants (actrice)

### Meilleur scénario
- Le Stratège (Moneyball) – Steven Zaillian et Aaron Sorkin
  - 50/50 – Will Reiser
  - The Artist – Michel Hazanavicius
  - Beginners – Mike Mills
  - Take Shelter – Jeff Nichols

### Meilleur film documentaire
- Tabloid
  - Into Eternity
  - Into the Abyss (Into the Abyss: A Tale of Death, A Tale of Life)
  - Marwencol
  - We Were Here